# Trzęsienia ziemi w New Madrid (1811–1812)

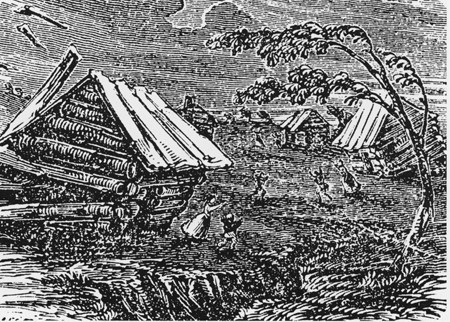
XIX-wieczna ilustracja „The Great Earthquake at New Madrid”

Trzęsienia ziemi w New Madrid w latach 1811–1812 – seria intensywnych, jednych z największych w historii trzęsień ziemi, które wystąpiły wewnątrz północnoamerykańskiej płyty tektonicznej pod koniec 1811 roku i na początku 1812. Pozostają one najpotężniejszymi, jakie nawiedziły tereny Stanów Zjednoczony na wschód od Gór Skalistych w pisanej historii. Trzęsienia ziemi, a także strefa sejsmiczna w której wystąpiły, zostały nazwane od bardzo im bliskiego miasteczka New Madrid leżącego nad rzeką Missisipi w dzisiejszym stanie Missouri, wówczas na Terytorium Luizjany. 
Epicentra trzęsień ziemi znajdowały się na obszarze, który w tamtym okresie znajdował się na dalekim zachodnim krańcu amerykańskiego pogranicza, słabo zasiedlonego przez europejskich osadników. Ówczesne relacje historyczne doprowadziły sejsmologów do wniosków, że trzęsienia ziemi były silnie odczuwalne w większości środkowych i wschodnich regionów Stanów Zjednoczonych, na obszarze około 50 000 mil kwadratowych (130 000 km) i umiarkowanie na prawie 1 milion mi (3 milionach km). Dla porównania trzęsienie ziemi z 1906 roku w San Francisco było odczuwalne na powierzchni około 6200 mil kwadratowych (16 000 km).

## Trzy trzęsienia ziemi i główny wstrząs wtórny
- 16 grudnia 1811, około godziny 02:15 czasu lokalnego. Szacowana magnituda 7,2 - 8,2[2][5]. Epicentrum w dzisiejszym północno-wschodnim Arkansas[3].
- 16 grudnia 1811 (Wstrząs wtórny), około godziny 8:15 czasu lokalnego. Szacowana magnituda 7,4[3]. Epicentrum w dzisiejszym północno-wschodnim Arkansas. To trzęsienie ziemi wystąpiło sześć godzin po pierwszym i miało równą intensywność[2].
- 23 stycznia 1812, około godziny 9:00 czasu lokalnego. Szacowana magnituda 7,0 - 8,0[2][5]. Epicentrum w dzisiejszej południowej części stanu Missouri[3].
- 7 lutego 1812, około godziny 3:45 czasu lokalnego. Szacowana magnituda 7,4 - 8,6[5]. Epicentrum w pobliżu miasteczka New Madrid w dzisiejszym stanie Missouri, które uległo zniszczeniu. W mieście St. Louis wiele budynków zostało poważnie uszkodzonych. Na rzece Missisipi w pobliżu Kentucky Bend(inne języki) wskutek trzęsienia ziemi przejściowo pojawiły się wodospady. Koryto rzeczne podniosło się, a następnie opadło powodując ruch wody w górę rzeki. W stanie Tennessee powstało sporej wielkości jezioro Reelfoot(inne języki), którego przed rokiem 1812 w ogóle nie było[3].

## Skutki
Ostatni wstrząs był tak silnych że przez krótki czas część rzeki Missisipi płynęła wstecz. Grunt w miejscach trzęsień popękał i utworzyły się rozpadliny, w których kotłowało się błoto i woda oraz tryskały fontanny. Struktury te są nadal widoczne z powietrza. Daleko od epicentrum w Pittsburghu i Norfolk wstrząsy wyrwały ludzi ze snu. W Waszyngtonie popękały chodniki, a w Bostonie i Toronto rozdzwoniły się kościelne dzwony. 

## Galeria

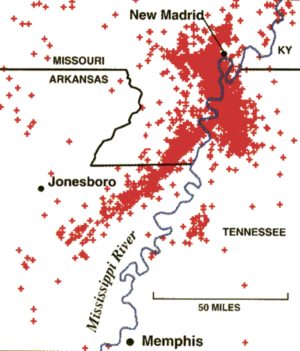
Strefa trzęsień ziemi w New Madrid
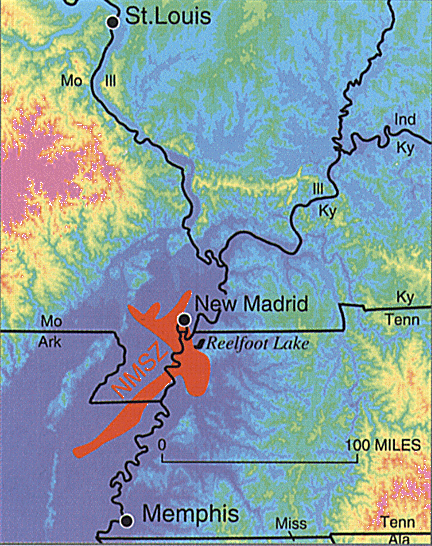
Strefa sejsmiczna New Madrid na mapie topograficznej
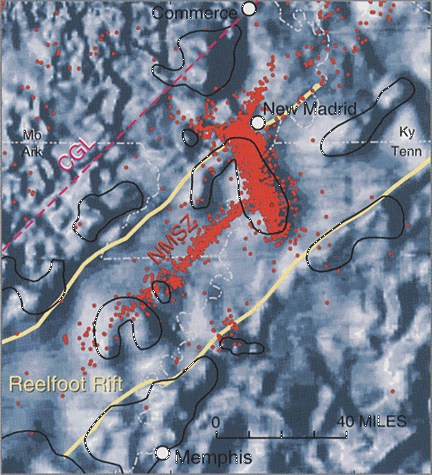
Mapa „Reelfoot Rift” i strefy sejsmicznej New Madrid
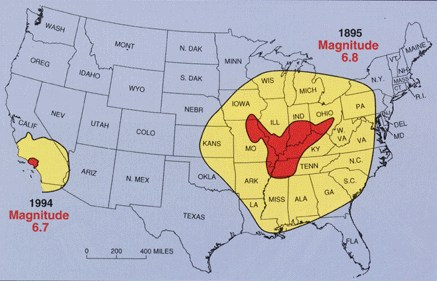
Porównanie zasięgu uszkodzeń między umiarkowanym trzęsieniem ziemi w strefie New Madrid (1895 o magnituedzie 6,8) a podobnym trzęsieniem z Los Angeles (1994 o magnituedzie 6,7).
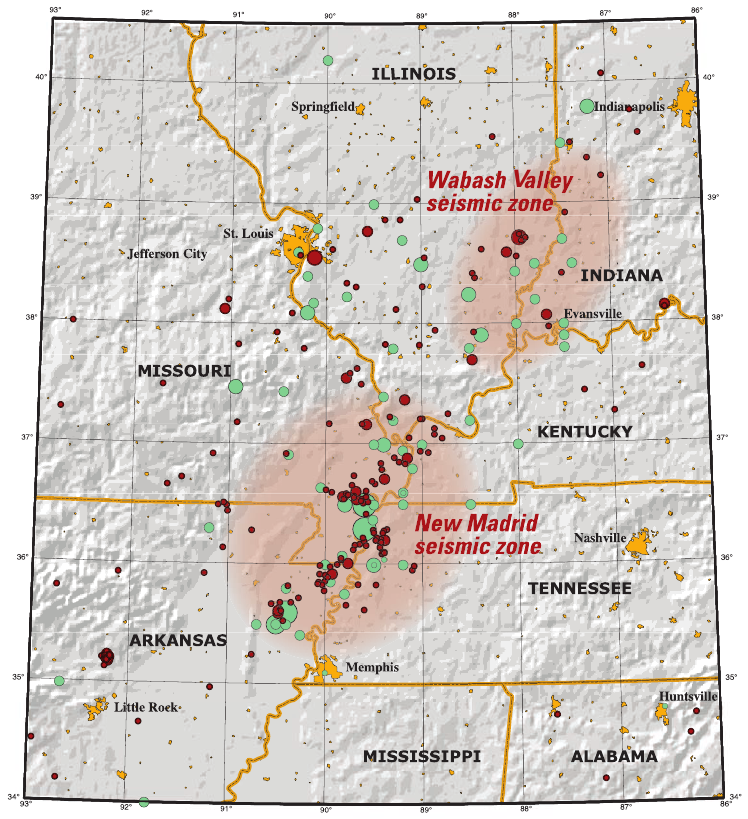
Strefa sejsmiczna New Madrid i strefa sejsmiczna doliny Wabash
Aktywność strefy sejsmicznej New Madrid w latach 1974-2011
- Mapa pokazująca strefy zagrożenia sejsmicznego w Stanach Zjednoczonych. Oraz stany, które są bardziej narażone na trzęsienia ziemi.
Budowa geologiczna „Uskoku Reelfoot(inne języki)” (Reelfoot Rift)